# 13489 Dmitrienko
13489 Dmitrienko (1982 UO6) là một tiểu hành tinh vành đai chính được phát hiện ngày 20 tháng 10 năm 1982 bởi L. G. Karachkina ở Đài vật lý thiên văn Crimean.